# Temporada 2010-2011 de la UE Figueres
La quarta temporada de la Unió després de la refundació del club i després del tercer ascens consecutiu de categoria amb Marcel·lí Coto d'entrenador, també va ser un èxit amb el nou entrenador Arnau Sala: al grup 1 de la Regional Preferent (actualment Primera Catalana) l'equip quedà segon classificat de la categoria, només 2 punts per sota del campió, el CF Ripollet, amb un total de 22 victòries, 5 empats i 7 derrotes, i amb un balanç de 71 gols a favor i 29 en contra. Amb la reestructuració de les categories regionals de la Federació catalana de futbol, els 5 primers classificats del grup 1 de Regional Preferent van ascendir directament al grup corresponent de la nova Primera Catalana, de manera que el Figueres encadenaria el quart ascens consecutiu de categoria.

## Fets destacats
2010
- 2 de juny: Arnau Sala és presentat com a nou entrenador del club, en substitució de Marcel·lí Coto.[1]
- 8 d'agost: el Figueres cau derrotat en la tanda de penals a Vilatenim contra l'AEC Manlleu en la 1a ronda de la 3a fase de la Copa Catalunya.[4]
- 12 de setembre: el Figueres comença la lliga al camp del FC Palau-solità i Plegamans, amb empat a 0 gols.

2011
- 9 d'abril: el Figueres aconsegueix l'ascens matemàtic a la nova Primera catalana a 6 jornades pel final de lliga, després de guanyar a Vilatenim el CCD Turó de la Peira per 6 a 1.[3]
- 29 de maig: últim partit de lliga al Municipal de Vilatenim, amb derrota per 0 gols a 1 contra la UA Horta. El Figueres acaba segon classificat, a només 2 punts del campió, el CF Ripollet.[5]

## Plantilla
| Núm. | Pos. |           | Jugador                                 | Procedència       | Temporada |
| ---- | ---- | --------- | --------------------------------------- | ----------------- | --------- |
|      | POR  | Catalunya | Xavier Gallego Llauró (Gallego)         | FE Figueres       | 2008-2009 |
|      | POR  | Catalunya | Joan Ureña Bartrina (Ureña)             | UE Llagostera     | 2010-2011 |
|      | DEF  | Catalunya | David Luque García (Luque)              | FE Figueres       | 2008-2009 |
|      | DEF  | Catalunya | Jordi Alforcea Albarran (Alforcea)      | CF Peralada       | 2009-2010 |
|      | DEF  | Catalunya | Albert Argelés Collell (Argelés)        | juvenil           | 2010-2011 |
|      | DEF  | Catalunya | Ricard Ferrer Geli (Ferrer)             | AEC Manlleu       | 2010-2011 |
|      | DEF  | Catalunya | Josep Costa Bofill (Costa)              | FC L'Escala       | 2010-2011 |
|      | DEF  | Catalunya | Marc Fageda Soler (Fageda)              | juvenil           | 2010-2011 |
|      | DEF  | Catalunya | Sergi Mateo Batallé (Mateo)             | UD Cassà          | 2010-2011 |
|      | DEF  | Catalunya | Sergio Murga Morejón (Murga)            | UD Cassà          | 2010-2011 |
|      | DEF  | Catalunya | Adrià Serra Casulleras (Serra)          | juvenil           | 2010-2011 |
|      | MIG  | Catalunya | Marc Gasull Morales (Gasull)            | FC L'Escala       | 2007-2008 |
|      | MIG  | Catalunya | Xavier Arias Comamala (Arias)           | UE Figueres B     | 2010-2011 |
|      | MIG  | Catalunya | Pedro del Campo González (del Campo)    | Girona FC juvenil | 2010-2011 |
|      | MIG  | Catalunya | Eric Jacobs Portell (Jacobs)            | juvenil           | 2010-2011 |
|      | MIG  | Catalunya | Daniel Fernández Hermógenes (Fernández) | juvenil           | 2010-2011 |
|      | MIG  | Catalunya | Albert Moñino Turró (Moñino)            | Reial Saragossa B | 2010-2011 |
|      | MIG  | Catalunya | Toti Tarradellas Font (Tarradellas)     | UE Olot           | 2010-2011 |
|      | DAV  | Catalunya | Jordi Cruz León (Cruz)                  | FE Figueres       | 2008-2009 |
|      | DAV  | Andalusia | Jairo Jiménez Torrico (Jiménez)         | juvenil           | 2009-2010 |
|      | DAV  | Catalunya | Lluís Serrano Matallana (Serrano)       | FEA Bisbalenc     | 2009-2010 |
|      | DAV  | Catalunya | Sile Cámara Sankhare (Cámara)           | CD Banyoles       | 2010-2011 |
|      | DAV  | Catalunya | Adrià Ceballos Bella (Ceballos)         | juvenil           | 2010-2011 |
|      | DAV  | Catalunya | Pep Esteve Calvo (Esteve)               | RCD Mallorca B    | 2010-2011 |
|      | DAV  | Catalunya | Jordi Mercader Cros (Mercader)          | FC L'Escala       | 2010-2011 |
|      | DAV  | Catalunya | Marc Teixidor Cristià (Teixidor)        | AD Guíxols        | 2010-2011 |

Llegenda:  ·   Capità  ·   Juvenil  ·   Lesionat  ·   Altes  ·   Passaport europeu  ·   Extracomunitari  ·   Extracomunitari sense restricció
| Baixes             | Destinació |
| Sergio Rodríguez   |            |
| Joaquín Marín      |            |
| Eduard Bolasell    |            |
| Joel Colomer       |            |
| Héctor Garcia      |            |
| Carles Panareda    |            |
| Andreu Salazar     |            |
| David Garcia       |            |
| Albert Ramos       |            |
| Marc Arranz        |            |
| Sergio Casanova    |            |
| José Cano          |            |
| Sergi Arranz       |            |
| Enzo Daniel Beneju |            |
| Robert Cornfield   |            |
| Abraham Huguet     |            |
| Christian Mora     |            |

## Resultats
| Copa Catalunya |

| 6 juny 2010             | OAR Vic | 0 – 4           | UE Figueres | Vic                               |  |
| 18:00 2a fase, 1a ronda |         | Mundo Deportivo |             | Estadi Municipal Torras i Bages · |  |

| 13 juny 2010            | Al Wifak | 0 – 1 | UE Figueres | Roses                                  |  |
| 18:00 2a fase, 2a ronda |          |       |             | Estadi Municipal de futbol Mas Oliva · |  |

| 20 juny 2010            | Vilartagues CF | 3 – 6           | UE Figueres | Sant Feliu de Guíxols      |  |
| 18:00 2a fase, 3a ronda |                | Mundo Deportivo |             | Camp de futbol municipal · |  |

| 8 agost 2010            | UE Figueres                  | 2 – 2 (pp.)     | AEC Manlleu                  | Figueres                                   |  |
| 19:30 3a fase, 1a ronda | Teixidor 33' · del Campo 89' | Mundo Deportivo | 4' (p.p.) 39' (p.p.) Argelés | Municipal de Vilatenim · 600 espectadors · |  |
|                         |                              | Tanda de penals |                              |                                            |  |
|                         |                              | 5 – 6           |                              |                                            |  |

| Regional Preferent-Grup 1 |

| 12 setembre 2010 | FC Palau-solità i Plegamans | 0 – 0       | UE Figueres | Palau-Solità i Plegamans                                                                                              |  |
| 12:00 Jornada 1  |                             | UE Figueres |             | Camp de futbol municipal · 150 espectadors · Dídac Molina Peig · David Morenilla Rodríguez · Sergio Barroso Serrano · |  |

| 18 setembre 2010 | UE Figueres          | 1 – 0       | FC Palafrugell | Figueres |  |
| 16.30 Jornada 2  | Tarradellas 75' (p.) | UE Figueres |                | Municipal de Vilatenim · 400 espectadors · Joan Fàbregas Capellas · Pere Llorenç Costajossa Gómez · Alberto Berenguer · |  |

| 26 setembre 2010 | CE Mataró | 1 – 2       | UE Figueres                   | Mataró |  |
| 17.00 Jornada 3  | Diego 17' | UE Figueres | 27' del Campo · 76' (p.) Cruz | Camp Municipal Carles Padrós · 250 espectadors · Edgar Cardoso Vilana · Nil Català Olsina · Ignacio Torrella Fernández · |  |

| 2 octubre 2010  | UE Figueres | 0 – 1       | CE Manresa | Figueres |  |
| 16:30 Jornada 4 |             | UE Figueres | 76' Kante  | Municipal de Vilatenim · 350 espectadors · Victoria Petrova Borislavova · Carlos Membrado Sainz · Didac Martínez Mengual · |  |

| 10 octubre 2010 | CE Canyelles          | 2 – 2       | UE Figueres                    | Canyelles |  |
| 12:00 Jornada 5 | Vellilas 30' (p.) 80' | UE Figueres | 29' Tarradellas · 63' Teixidor | Camp de futbol municipal · 100 espectadors · Roberto Gutiérrez Herráiz · Juan Ponce Moreno · David Talavera Bielsa · |  |

| 16 octubre 2010 | UE Figueres                       | 3 – 0       | UD Cassà | Figueres |  |
| 16.30 Jornada 6 | Tarradellas 60' 63' · Jiménez 77' | UE Figueres |          | Municipal de Vilatenim · 300 espectadors · Antonio Pinzano Rodríguez · Pere Llorenç Costajossa Gómez · Sergio Arenas Doroteo · |  |

| 24 octubre 2010 | CFA Gironella                        | 3 – 3       | UE Figueres                              | Gironella |  |
| 16:30 Jornada 7 | Manubens 37' · Pontí 50' · Roger 87' | UE Figueres | 5' Tarradellas · 10' Cruz · 36' Teixidor | Camp de futbol municipal · 250 espectadors · Nicolás Horna Díaz · Ramon Molins Calvet · Marc Padrós Baciero · |  |

| 30 octubre 2010 | UE Figueres                                             | 4 – 1       | CE Farners | Figueres |  |
| 16.30 Jornada 8 | Tarradellas 15' · Cámara 75' · Moñino 83' · Jiménez 92' | UE Figueres | 85' Felip  | Municipal de Vilatenim · 400 espectadors · Marcelino Asensio Lahuerta · Francisco Javier Pazo Mora · David Millán Miranda · |  |

| 7 novembre 2010 | CD Banyoles   | 1 – 3       | UE Figueres                        | Banyoles                                                                                               |  |
| 17.00 Jornada 9 | Gity 65' (p.) | UE Figueres | 24' Cruz · 50' Moñino · 90' Esteve | Nou Municipal · 300 espectadors · Rubén Moreno Hernández · Marc Vela Lechuga · Luís Villalta Cáceres · |  |

| 13 novembre 2010 | UE Figueres | 0 – 2       | CF Mollet UE                 | Figueres |  |
| 16:30 Jornada 10 |             | UE Figueres | 64' Guerrero · 66' (p.) Luna | Municipal de Vilatenim · 400 espectadors · Israel Gómez Hernández · Antoni Gimeno Solans · Albert Català Ferran · |  |

| 21 novembre 2010 | CCD Turó de la Peira | 1 – 2       | UE Figueres      | Barcelona |  |
| 12:00 Jornada 11 | Dani 33' (p.)        | UE Figueres | 80' 88' Teixidor | Camp municipal d'El Turó de la Peira · 150 espectadors · Edgar Carmona Martínez · Daniel Gayoso Gallego · Edgar Castaño Bello · |  |

| 27 novembre 2010 | UE Figueres                                        | 4 – 2       | EC Granollers                   | Figueres |  |
| 16.30 Jornada 12 | Cruz 40' · Teixidor 49' 73' · Tarradellas 96' (p.) | UE Figueres | 30' González · 56' Daniel Óscar | Municipal de Vilatenim · 300 espectadors · Víctor Caballero León · Raúl Martínez Fernández · Abel Casado Cabezas · |  |

| 5 desembre 2010  | CF Ripollet | 1 – 0       | UE Figueres | Ripollet |  |
| 12:00 Jornada 13 | Trujillo 6' | UE Figueres |             | Camp de futbol municipal · 250 espectadors · David Pinel Fernández · Juan Manuel Villalobos Doblado · Edgar Ramírez Hens · |  |

| 12 desembre 2010 | UE Figueres            | 2 – 0       | CE Premià de Dalt | Figueres                                                                                               |  |
| 11:30 Jornada 14 | Esteve 1' · Moñino 90' | UE Figueres |                   | Municipal de Vilatenim · 400 espectadors · Daniel Díaz Luque · Óscar Méndez Egea · Josep Faig Pijoan · |  |

| 18 desembre 2010 | UE Avià     | 1 – 1       | UE Figueres | Avià |  |
| 11:30 Jornada 15 | Noguera 77' | UE Figueres | 13' Cruz    | Camp de futbol municipal · 150 espectadors · Joan Fàbregas Capellas · Pere Llorenç Costajussà Gómez · Sergio Arenas Doroteo · |  |

| 9 gener 2011     | UE Figueres                  | 3 – 1       | UE Tona    | Figueres |  |
| 16.30 Jornada 16 | Serra 16' · Teixidor 24' 85' | UE Figueres | 40' Vinyet | Municipal de Vilatenim · 350 espectadors · Carlos López Buendía · Jordi García Pablos · Jordi Gutiérrez Guillamon · |  |

| 16 gener 2011    | UA Horta | 1 – 2       | UE Figueres              | Barcelona |  |
| 12:00 Jornada 17 | Nils 44' | UE Figueres | 70' Jiménez · 80' Cámara | Municipal d'Horta Feliu i Codina · 400 espectadors · Salvador Tomás López · Jordi Garcia Pablos · Sergio Arenas Doroteo · |  |

| 23 gener 2011    | UE Figueres | 1 – 0       | FC Palau-solità i Plegamans | Figueres |  |
| 11:30 Jornada 18 | Murga 43'   | UE Figueres |                             | Municipal de Vilatenim · 250 espectadors · Fernando Caballero Jerez · Sergio Argüelles Llanos · Henry Ballesteros Pineda · |  |

| 30 gener 2011    | FC Palafrugell | 0 – 1       | UE Figueres | Palafrugell |  |
| 16:45 Jornada 19 |                | UE Figueres | 90' Esteve  | Estadi Municipal Josep Pla Arbonès · 200 espectadors · Javier Alonso Vay · Pau Garcia Fuster · Robert Gómez Herrera · |  |

| 6 febrer 2011    | UE Figueres | 3 – 0 [Equip retirat] | CE Mataró | Figueres                 |  |
| 11:30 Jornada 20 |             | UE Figueres           |           | Municipal de Vilatenim · |  |

| 13 febrer 2011   | CE Manresa | 0 – 4       | UE Figueres                                          | Manresa |  |
| 12:00 Jornada 21 |            | UE Figueres | 8' 32' Teixidor · 85' (p.) Tarradellas · 90' Jiménez | Nou Estadi Municipal del Congost · 150 espectadors · David Barón Ajenjo · Jonathan Vega Martínez · Ricard Vidal Clermont · |  |

| 20 febrer 2011   | UE Figueres                         | 5 – 1       | CE Canyelles | Figueres |  |
| 11:30 Jornada 22 | Cruz 12' 34' 74' · Teixidor 60' 68' | UE Figueres | 45' Silver   | Municipal de Vilatenim · 350 espectadors · Antonio Montes Rodríguez · Miguel Ángel Giménez Martín · Antonio Giménez García · |  |

| 27 febrer 2011   | UD Cassà  | 1 – 3       | UE Figueres                 | Cassà de la Selva                                                                                                  |  |
| 12:00 Jornada 23 | López 35' | UE Figueres | 56' 89' Teixidor · 82' Cruz | Camp de futbol municipal · 200 espectadors · Javier Ramos Sánchez · Juan Ramon Cano Sáiz · Jordi Oleart Pelegero · |  |

| 12 març 2011     | UE Figueres                                   | 3 – 0       | CFA Gironella | Figueres |  |
| 16:30 Jornada 24 | Tarradellas 44' (p.) · Luque 77' · Cámara 80' | UE Figueres |               | Municipal de Vilatenim · 200 espectadors · Carlos Ferrero Mansilla · Jonatan López Rabelo · José Antonio Fernández Morillo · |  |

| 19 març 2011     | CE Farners             | 2 – 1       | UE Figueres   | Santa Coloma de Farners                                                                                             |  |
| 16:00 Jornada 25 | Suárez 3' · Criado 42' | UE Figueres | 46' del Campo | Camp de futbol municipal · 200 espectadors · Óscar Romeo Gallen · Eduardo Urbano Hernando · Astrid Salvago Cabero · |  |

| 26 març 2011     | UE Figueres                                   | 3 – 1       | CD Banyoles | Figueres |  |
| 16:30 Jornada 26 | Cámara 10' · Murga 24' · Tarradellas 29' (p.) | UE Figueres | 44' Dani    | Municipal de Vilatenim · 400 espectadors · Albert Bou Bosch · Daniel López Morante · Lluís Castanyer de Santiago · |  |

| 2 abril 2011     | CF Mollet UE | 0 – 2       | UE Figueres      | Mollet del Vallès |  |
| 12:00 Jornada 27 |              | UE Figueres | 73' 90' Teixidor | Camp Municipal Germans Gonzalvo · 150 espectadors · Joel Moreno Berenguer · Ignasi Amor Berge · Miquel Camí Monsonis · |  |

| 9 abril 2011     | UE Figueres                                                          | 6 – 1       | CCD Turó de la Peira | Figueres |  |
| 16:30 Jornada 28 | del Campo 43' · Moñino 58' 84' · Serrano 63' · Cruz 85' · Cámara 90' | UE Figueres | 71' Mono             | Municipal de Vilatenim · 300 espectadors · Vicente Alexander Muñoz Baquero · Daniel Galera Serrano · Marc Teruel Escrichs · |  |

| 17 abril 2011    | EC Granollers | 1 – 4       | UE Figueres                                | Granollers |  |
| 12:00 Jornada 29 | Aliou 28'     | UE Figueres | 17' Argelés · 50' Jiménez · 62' 70' Esteve | Camp de futbol municipal · 200 espectadors · Carlos Albelda Bárcena · Alberto Hernández Ortiz · José Ramón López Rodríguez · |  |

| 30 abril 2011    | UE Figueres | 0 – 1       | CF Ripollet | Figueres |  |
| 17:00 Jornada 30 |             | UE Figueres | 72' Berni   | Municipal de Vilatenim · 1600 espectadors · Antonio Navarrete Montoro · Josep Puentes Senan · Josep Subirats Matamoros · |  |

| 7 maig 2011      | CE Premià de Dalt      | 2 – 0       | UE Figueres | Premià de Dalt |  |
| 17:30 Jornada 31 | Pereira 65' · Dani 90' | UE Figueres |             | Camp de futbol municipal · 70 espectadors · Jonathan Miguel Teruel · Miguel Ángel Navarro Sáez · Daniel Becerri Peral · |  |

| 14 maig 2011     | UE Figueres | 0 – 0       | UE Avià | Figueres |  |
| 16:30 Jornada 32 |             | UE Figueres |         | Municipal de Vilatenim · 250 espectadors · Sergio Castro Sánchez · Ramon Fernando Buxo Carvajal · Nicolás Gutiérrez Novo · |  |

| 22 maig 2011     | UE Tona | 0 – 3       | UE Figueres                              | Tona |  |
| 11:45 Jornada 33 |         | UE Figueres | 40' Mateo · 71' Tarradellas · 72' Esteve | Camp de futbol municipal · 100 espectadors · Joan Callao Díaz-Casanova · Raúl Martínez Fernández · Javier Chale Sàbat · |  |

| 29 maig 2011     | UE Figueres | 0 – 1       | UA Horta  | Figueres |  |
| 12:00 Jornada 34 |             | UE Figueres | 56' Mario | Municipal de Vilatenim · 300 espectadors · Rubén Gonzálvez Lober · David Morenilla Rodríguez · Antonio López Sánchez · |  |

## Classificació
| Pos. | Equip                       | J  | G  | E  | P  | GF | GC | DG  | pts. |
| --- | --------------------------- | -- | -- | -- | -- | -- | -- | --- | ---- |
| 1r | CF Ripollet                 | 34 | 23 | 4  | 7  | 75 | 29 | +46 | 73   |
| 2n | UE Figueres                 | 34 | 22 | 5  | 7  | 71 | 29 | +42 | 71   |
| 3r | CF Mollet UE                | 34 | 18 | 9  | 7  | 60 | 34 | +26 | 63   |
| 4t | UE Avià                     | 34 | 19 | 5  | 10 | 64 | 43 | +21 | 62   |
| 5è | CE Manresa                  | 34 | 17 | 9  | 8  | 50 | 39 | +11 | 60   |
| 6è | CE Farners                  | 34 | 18 | 6  | 10 | 55 | 36 | +19 | 60   |
| 7è | UA Horta                    | 34 | 17 | 8  | 9  | 55 | 36 | +19 | 59   |
| 8è | CE Canyelles                | 34 | 16 | 10 | 8  | 66 | 46 | +20 | 58   |
| 9è | CE Premià de Dalt           | 34 | 16 | 6  | 12 | 53 | 40 | +13 | 54   |
| 10è | UE Tona                     | 34 | 13 | 7  | 14 | 43 | 52 | -9  | 46   |
| 11è | CCD Turó de la Peira        | 34 | 12 | 8  | 14 | 45 | 58 | -13 | 44   |
| 12è | EC Granollers               | 34 | 11 | 9  | 14 | 48 | 48 | 0   | 42   |
| 13è | CFA Gironella               | 34 | 11 | 9  | 14 | 54 | 53 | +1  | 42   |
| 14è | CD Banyoles                 | 34 | 8  | 8  | 18 | 40 | 58 | -18 | 32   |
| 15è | FC Palau-solità i Plegamans | 34 | 9  | 3  | 22 | 46 | 73 | -27 | 30   |
| 16è | FC Palafrugell              | 34 | 6  | 10 | 18 | 37 | 61 | -24 | 28   |
| 17è | UD Cassà                    | 34 | 6  | 7  | 21 | 33 | 77 | -44 | 25   |
| 18è | CE Mataró                   | 0  | 0  | 0  | 0  | 0  | 0  | 0   | 0    |
| En verd, els equips que ascendiren a Primera Catalana, i en vermell, els que descendiren a Segona Catalana. |                             |    |    |    |    |    |    |     |      |